# Erica lepidota
Erica lepidota là một loài thực vật có hoa trong họ Thạch nam. Loài này được Rach mô tả khoa học đầu tiên năm 1853.